# Nassau (stato)
Nassau fu uno Stato tedesco del Sacro Romano Impero e poi parte della Confederazione tedesca. La sua linea regnante, oggi estinta per agnazione maschile, era il Casato di Nassau.
Lo stato fu membro della Confederazione del Reno e poi della Confederazione tedesca. Il ducato traeva il proprio nome dalla storica città di Nassau, anche se Wiesbaden ne era la capitale. Nel 1865, il ducato di Nassau aveva una popolazione di 465 636 abitanti suddivisa in 28 baliaggi. Dopo l'occupazione e l'annessione al regno di Prussia nel 1866 a seguito della guerra austro-prussiana, venne incorporato nella provincia di Assia-Nassau.
Attualmente, il granduca di Lussemburgo utilizza tra i suoi titoli anche quello di "Duca di Nassau" come titolo secondario (di pretesa), e "Principe" o "Principessa di Nassau" è il titolo usato dagli altri membri della famiglia granducale. Nassau è anche il cognome dell'attuale dinastia regnante nei Paesi Bassi, nel ramo degli Orange-Nassau.

## Geografia
Il territorio del ducato era essenzialmente circoscritto tra le catene montuose del Taunus e della Westerwald. I confini sud e ovest erano scanditi dal corso del Meno e del Reno, mentre nella parte settentrionale del ducato, il fiume Lahn separava le due catene montuose. Il territorio confinante ad est e a sud era quello del granducato d'Assia. Il langraviato d'Assia-Homburg e la città di Francoforte si trovavano ad est. Ad ovest si trovava la provincia del Reno della Prussia, che controllava anche un'exclave nella parte orientale di Nassau, chiamata Wetzlar.

## Storia

### La fondazione dello stato

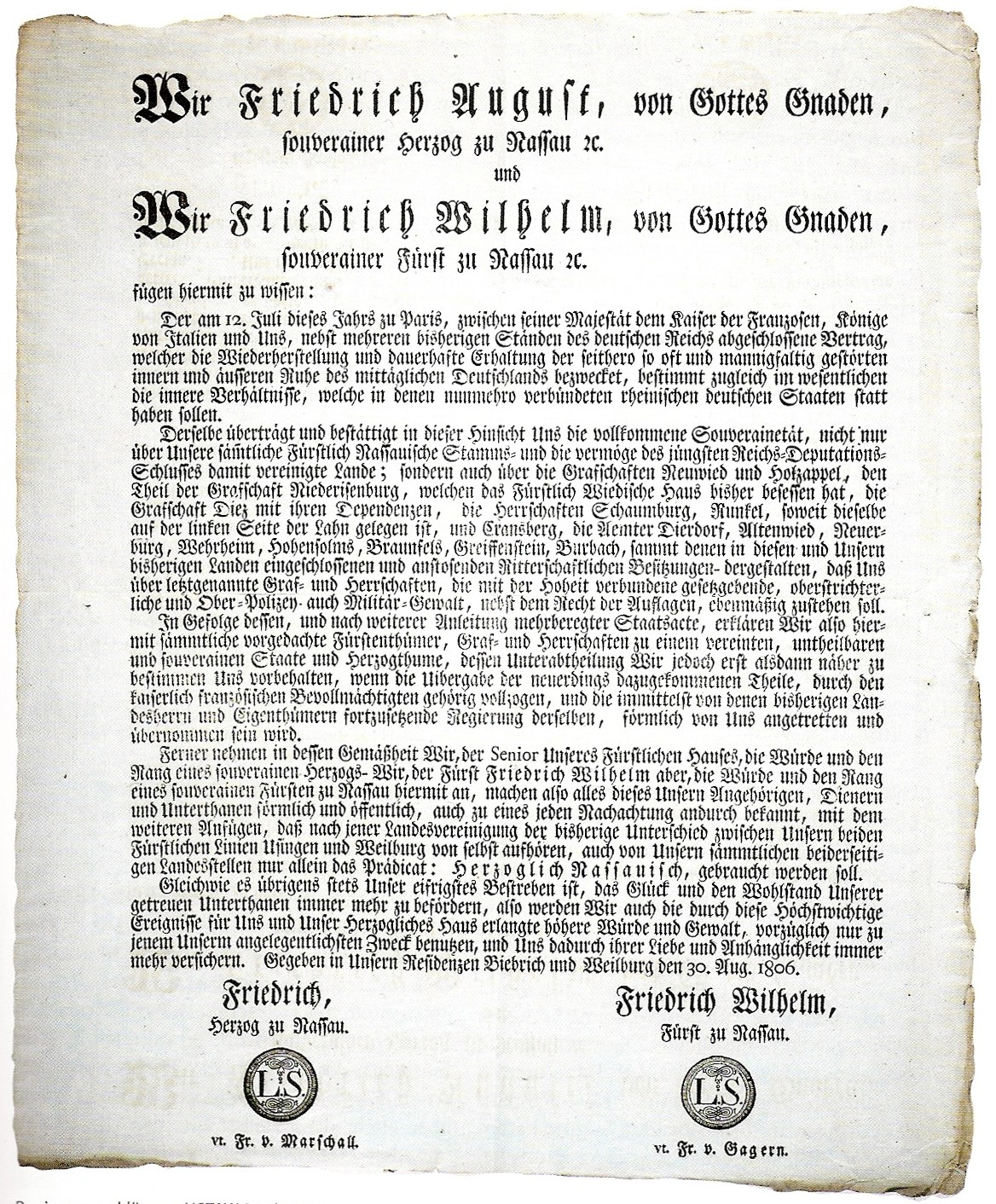
La dichiarazione di sovranità di Nassau del 30 agosto 1806

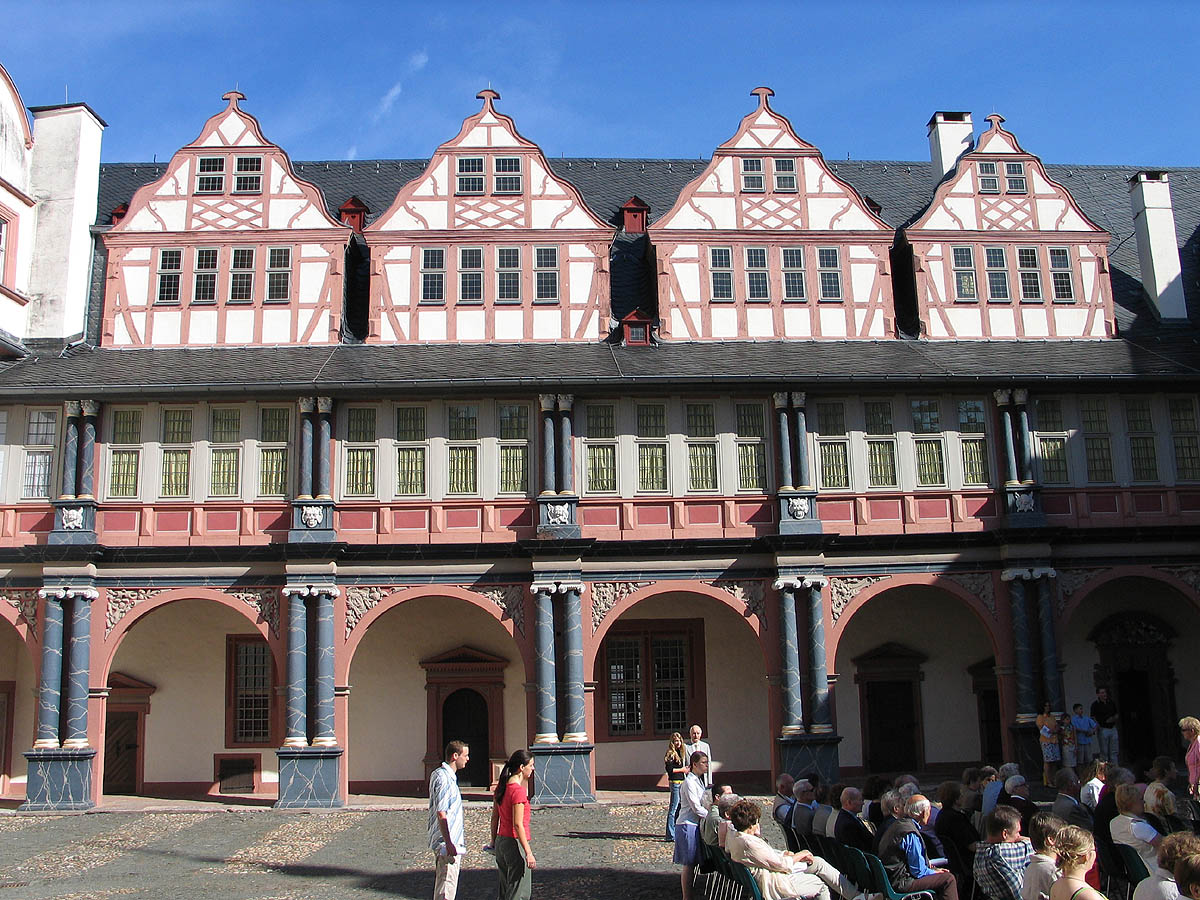
Il castello di Weilburg, residenza dei principi di Nassau-Weilburg prima del 1816, e residenza dei duchi di Nassau in seguito

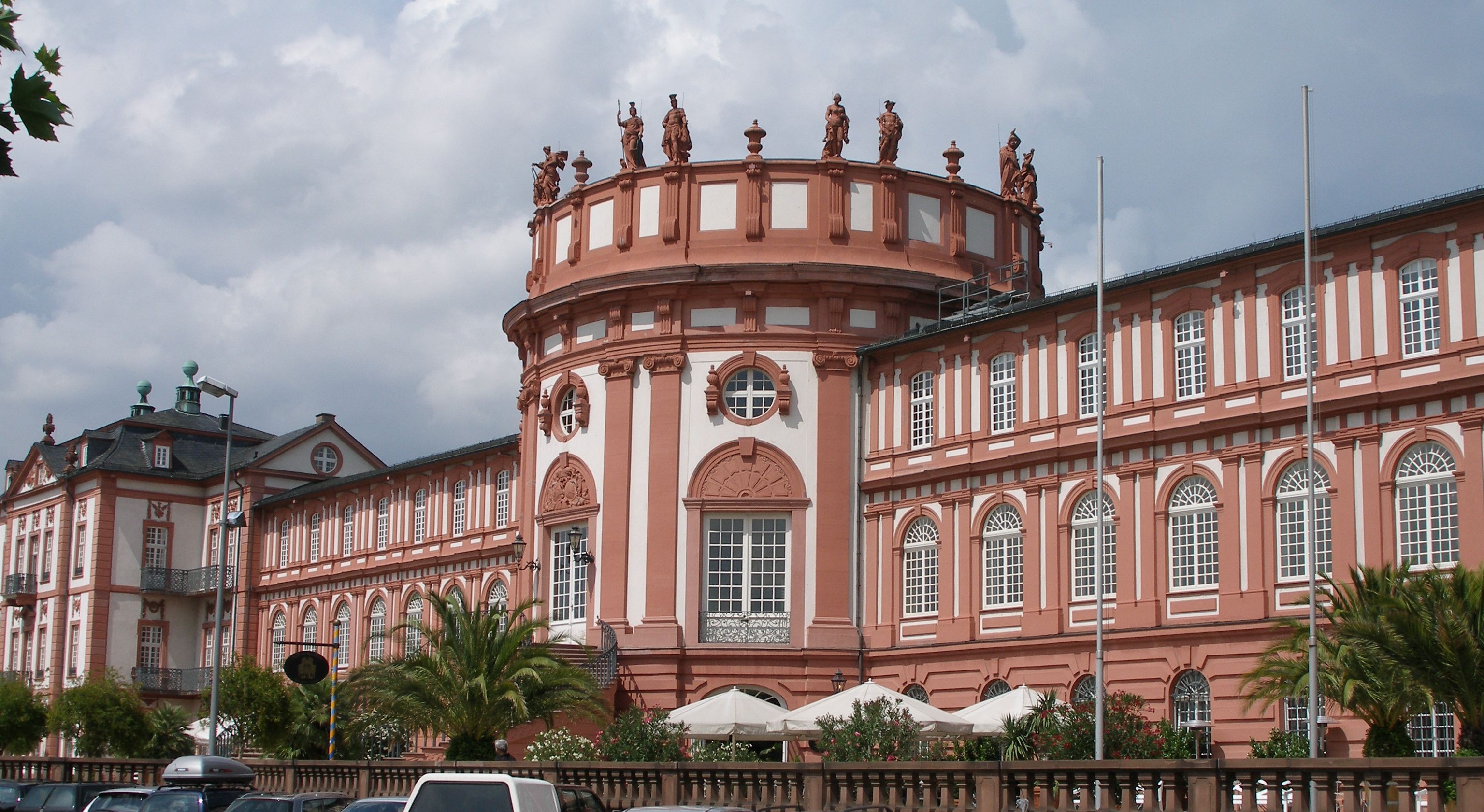
Il Palazzo Biebrich, sede dei duchi di Nassau dal 1817 al 1841 e loro residenza estiva in seguito.

La casa di Nassau ha prodotto diverse linee collaterali nel corso di quasi un millennio di storia. Nel XVIII secolo tre erano le linee principali che facevano capo ai tre piccoli principati di Nassau-Usingen, Nassau-Weilburg e Nassau-Dietz (poi Orange-Nassau), con territori particolarmente frammentati nei territori che oggi corrispondono ai Paesi Bassi ed al Belgio. Dal 1736, molti trattati ed accordi erano stati conclusi con le diverse linee (il cosiddetto Patto famigliare di Nassau), evitando così future divisioni dei territori e permettendo una coordinazione anche politica tra i diversi rami della medesima famiglia. In questo contesto, vennero corrette le suddivisioni amministrative dei singoli territori, gettando le basi per una futura possibile unificazione dei domini.
Dopo la guerra della prima coalizione antifrancese (1792–1797), il Nassau-Dietz perse i propri possedimenti in Belgio e nei Paesi Bassi, mentre il Nassau-Usingen ed il Nassau-Weilburg persero tutti i loro territori ad ovest del Reno a favore della Francia. Sull'altro fronte, come altri principati secolari tedeschi, i Nassau ottennero nuovi territori dalla secolarizzazione di alcuni principati ecclesiastici. I Nassau presero parte ai negoziati del secondo congresso di Rastatt (1797) e a quelli di Parigi al fine di assicurarsi i territori dei principati vescovili di Magonza e Treviri. La dissoluzione del Sacro Romano Impero nel 1803 favorì in gran parte il Nassau-Usingen ed il Nassau-Weilburg. L'Orange-Nassau aveva già avuto termini separati con Napoleone.
Il Nassau-Usingen aveva perso Saarbrücken, due terzi di Saarwerden, Ottweiler e alcuni piccoli territori (per un totale di 60 000 abitanti e 447.000 gulden di entrate annuali). Come compensazione, ricevette: da Magonza, Höchst, Königstein, Cronberg, Lahnstein e Rheingau; da Colonia alcuni distretti sulla riva est del Reno; dalla Baviera il sottodistretto di Kaub; dall'Assia-Darmstadt, la signoria di Eppstein, Katzenelnbogen e Braubach; dalla Prussia, Sayn-Altenkirchen, Sayn-Hachenburg e altri piccoli territori. Nassau-Usingen riottenne così la popolazione perduta ed incrementò le proprie entrate annue di 130.000 gulden.
Il Nassau-Weilburg perse Kirchheim, Stauf e un terzo di Saarwerden (15.500 abitanti e 178.000 gulden di rendita). Per questo ricevette alcuni piccoli possedimenti del territorio di Treviri, inclusi Ehrenbreitstein, Vallendar, Sayn, Montabaur, Limburg an der Lahn, tre abbazie, ed i beni del Duomo di Limburgo. In totale guadagnò 37 000 abitanti e una rendita di 147.000 gulden in più all'anno.
Nel corso di queste modifiche, il Kammergut della casata dei Nassau venne espansa di più di 52.000 ettari di foreste e terra agricola per una rendita complessiva di più di un milione di gulden all'anno.
Già prima della soppressione dell'Impero, tra il settembre e l'ottobre del 1802, entrambi i principati avevano spiegato le loro truppe nei territori di Colonia e Magonza che avevano ricevuto secondo gli accordi. Nel novembre e dicembre, dopo che gli ufficiali civili ebbero preso possesso dei territori, vennero previsti i nuovi giuramenti. Secondo i rapporti degli ufficiali, le nuove amministrazioni vennero subito ben viste, o perlomeno accettate senza proteste, dal momento che i principati i Nassau erano considerati molto liberali comparati agli ex governanti. Tra il dicembre del 1802 e il settembre del 1803, vennero secolarizzati i monasteri e le comunità religiose locali più ricche. La chiusura sistematica dei monasteri proseguì sino al 1817 e fu lo stato a continuare a pagare la pensione a monaci e conversi delle comunità sciolte. Tra l'ottobre del 1803 ed il febbraio del 1804, altri territori di cavalierati imperiali e immediatezze imperiali vennero annessi. Tutte queste acquisizioni vennero confermate solo nell'agosto/settembre del 1806 con un editto, affermato dal trattato della Confederazione del Reno.
Il 17 luglio 1806, il principe Federico Augusto di Nassau-Usingen e suo cugino il principe Federico Guglielmo di Nassau-Weilburg aderirono entrambi alla Confederazione del Reno voluta da Napoleone. Il principe Federico Augusto, membro della casata principale di Nassau, ricevette il titolo di duca sovrano di Nassau, mentre Federico Guglielmo ottenne il titolo di principe sovrano di Nassau. Su pressione di Napoleone, entrambi i paesi vennero uniti a formare il Ducato di Nassau il 30 agosto 1806, sotto il governo congiunto di Federico Augusto e Federico Guglielmo. La decisione venne incoraggiata dal fatto che Federico Augusto non aveva eredi maschi e pertanto Federico Guglielmo gli sarebbe comunque succeduto al trono come parente più prossimo.
Nel 1815, al Congresso di Vienna, vi fu un'ulteriore espansione territoriale. Quando la linea degli Orange-Nassau ricevette la corona olandese il 31 maggio di quell'anno, dovette rinunciare al principato di Orange-Nassau che andò alla Prussia, la quale in quello stesso giorno lo passò al ducato di Nassau.
Federico Guglielmo morì a causa di una caduta dalle scale del Castello di Weilburg il 9 gennaio 1816, e fu suo figlio Guglielmo a divenire pertanto il primo e unico duca di Nassau dopo la morte di Federico Augusto il 24 marzo 1816.

### Un periodo di riforme

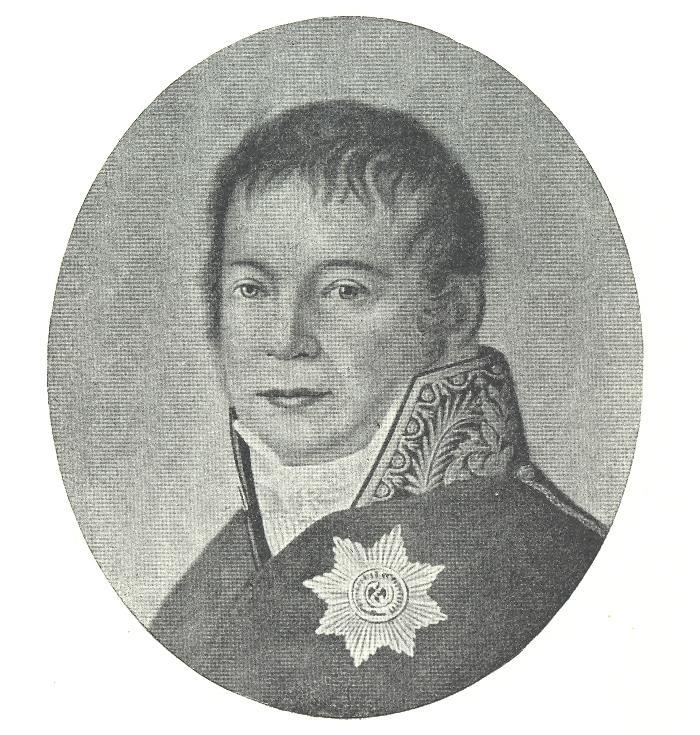
Il barone Ernst Franz Ludwig von Bieberstein, primo ministro di Nassau (1806–1834).

I primi ministri nel 1806 erano Hans Christoph Ernst von Gagern e Ernst Franz Ludwig von Bieberstein. Von Gagern diede le dimissioni nel 1811, e pertanto von Bieberstein rimase da solo in carica sino alla sua morte nel 1834.
Questi portò avanti una serie di riforme già dai primi anni del ducato: l'abolizione della schiavitù nel 1806, l'introduzione della libertà di movimento nel 1810 e una sostanziale riforma fiscale nel 1812, che andò a rimpiazzare le 991 tasse dirette con una singola tassa progressiva sulla terra e sul commercio. Le pene corporali vennero abolite e la Kulturverordnung (ordinanza di coltivazione) promosse la gestione autonoma del suolo e della terra. Dopo un periodo di transizione dei quattro distretti, il nuovo ducato si consolidò in tre distretti dal 1º agosto 1809: Wiesbaden, Weilburg e Ehrenbreitstein. Questi a loro volta vennero aboliti nel 1816, con la fondazione di Wiesbaden come sola capitale e distretto. Il numero delle suddivisioni locali (Amt) venne ridotto da 62 del 1806 a 48 del 1812. Per l'eterogeneità religiosa del territorio, venne introdotto un sistema di "scuole combinate" dal 24 marzo 1817. Inoltre venne favorita nel 1821 l'erezione della nuova diocesi di Limburgo, il cui territorio coincideva con quello ducale, a cui si aggiungeva la città di Francoforte. Il 14 marzo 1818, venne istituito un sistema sanitario pubblico statale, il primo di tutta la Germania.

#### La costituzione del 1814
Il 2 settembre 1814, venne promulgata una costituzione. Questa fu la prima costituzione moderna di uno stato tedesco. Per lo scarso coinvolgimento del parlamento nelle questioni di governo, in particolare nella tassazione, viene considerata una "Costituzione parlamentare" nel linguaggio odierno. La costituzione garantiva le libertà individuali, la tolleranza religiosa e la libertà di stampa. Essa venne fortemente influenzata dal pensiero di Heinrich Friedrich Karl vom und zum Stein. I principi incoraggiarono il suo coinvolgimento nella stesura del documento in quanto egli era membro di quella classe di cavalieri imperiali che erano stati espropriati delle loro terre e questo fece diminuire l'opposizione di questo ceto alle riforme del ducato. Ad ogni modo la legislazione nel concerto europeo del periodo, in particolare i decreti di Carlsbad del 1819, segnarono la restrizione delle libertà a Nassau ed altrove.
Il 28 dicembre 1849, la costituzione in vigore venne rimpiazzata con una nuova costituzione riformata che tenne conto elle richieste dei democratici espresse nella rivoluzione tedesca del 1848-1849. Il 25 novembre 1851, questa nuova costituzione venne respinta e venne restaurata la vecchia costituzione d'inizio secolo.

#### Il parlamento

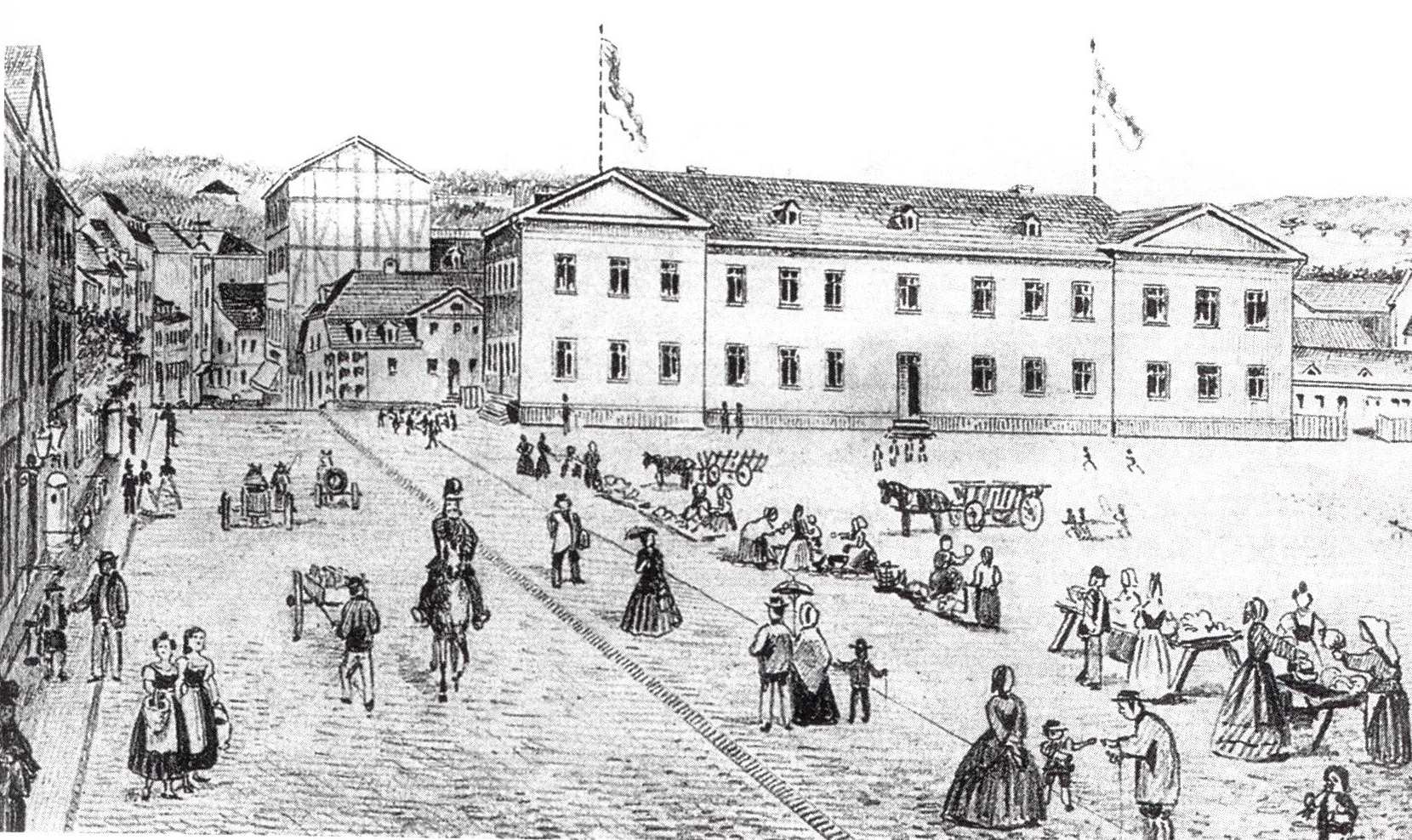
La Scuola della città nella Marktplatz di Wiesbaden, sede del parlamento di Nassau dal 1818–1844

Sulla base della costituzione del 1814, il parlamento (Landstände) di Nassau aveva due camere: una camera dei deputati (Landesdeputiertenversammlung) ed una camera dei signori (Herrenbank). Gli undici membri della camera dei signori erano tutti principi della casata di Nassau o rappresentanti della nobiltà locale. I ventidue membri della camera dei deputati erano eletti per censo, ma dovevano essere necessariamente essere proprietari terrieri, ad eccezione di tre membri del corpo ecclesiastico e un rappresentante per il corpo degli insegnanti.
Ad appena quattro anni dall'approvazione della costituzione nel 1818, si tennero le prime elezioni nel ducato. L'elettorato era composto in tutto da 39 nobili, 1448 ricchi proprietari terrieri e 128 ricchi cittadini. Considerata la popolazione dell'intero ducato in 287.000 persona, questo era un numero molto basso di elettori.
Il parlamento venne convocato per la prima volta il 3 marzo 1818.

### La disputa sul demanio di Nassau

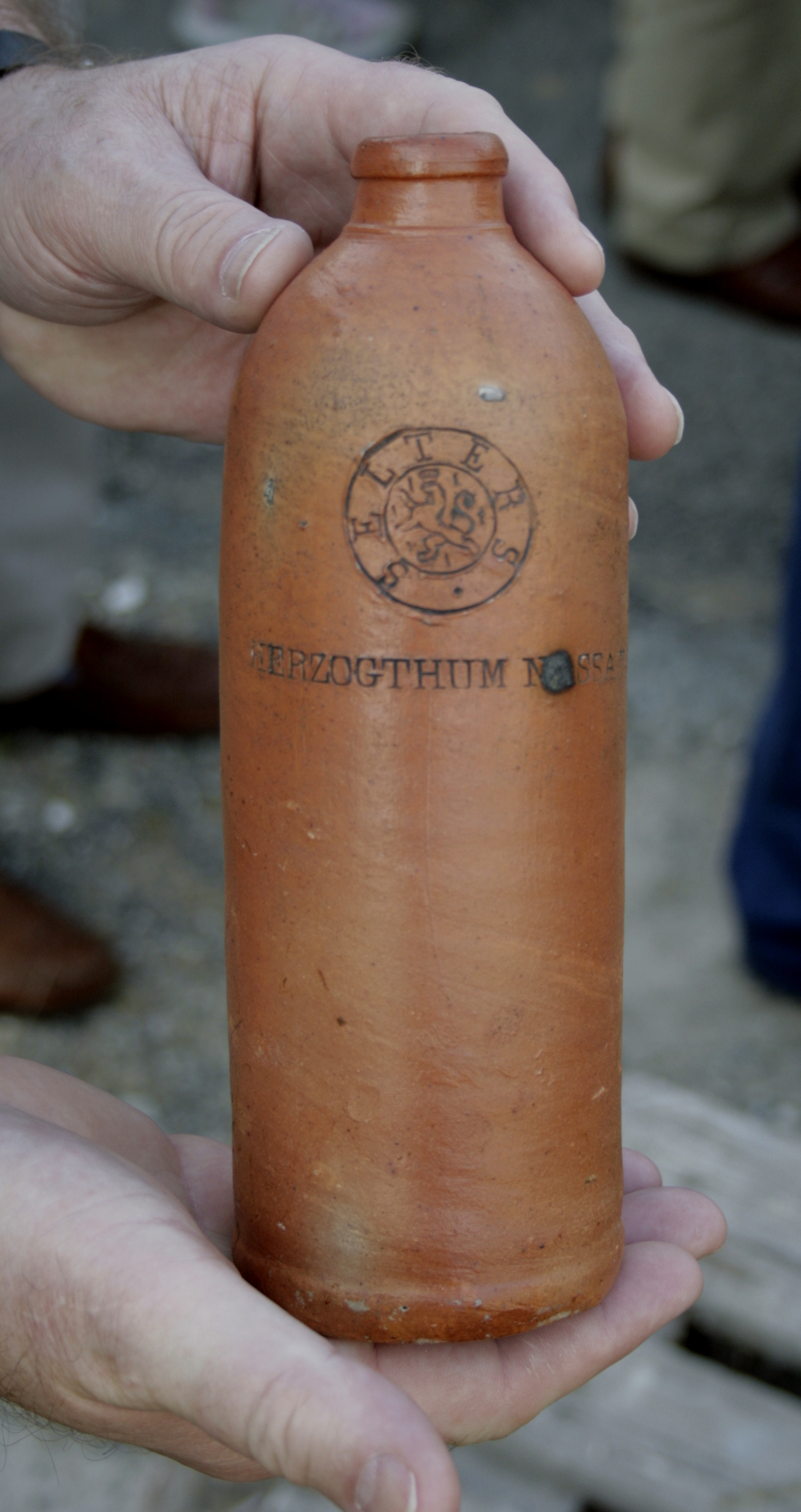
Una fiaschetta di acqua minerale di Niederselters, uno dei business più importanti di Nassau

Alla fondazione del ducato, il ministro von Bieberstein istituì una forte distinzione fiscale tra la tesoreria del demanio e le tasse regionali del ducato. Il demanio, che includeva residenze e terre, le preziose fonti di acque minerali nonché i diritti feudali i decima, erano di proprietà della casa ducale, e non potevano essere utilizzate per pagare le spese dello stato ed il parlamento non vi aveva giurisdizione. Questo sistema venne criticato pesantemente già nei primi anni di esistenza del ducato. Il presidente del parlamento Carl Friedrich Emil von Ibell in particolare ne parlò in una sua lettera indirizzata al ministro von Bieberstein e in una petizione al duca. La sua posizione ostile fu una delle giustificazioni che vennero addotte alla sua richiesta di impeachment nel 1821.
Negli anni successivi, il dibattito si spostò anche nel parlamento. Il conflitto assunse proporzioni notevoli nel corso della rivoluzione di luglio del 1830 che interessò molti paesi vicini al ducato. Nel 1831, il governo a un lato vietò l'invio di petizioni al duca e dall'altro si mosse con l'Austria per posizionare delle truppe presso la fortezza di Magonza. Alla seduta successiva, il parlamento, che non era mai stato particolarmente attivo in questo campo, abbozzò delle proposte di riforma, alcune delle quali vennero accettate. Il punto cruciale rimaneva ancora quello del demanio. Il 24 marzo, i deputati della camera bassa fecero la proposta perché il demanio divenisse proprietà del popolo. Il governo proibì le assemblee pubbliche ed annunciò la propria opposizione a questo progetto. Per reprimere le possibili rivolte successive, diverse centinaia furono le truppe che vennero richieste dal vicino granducato d'Assia. Ad ogni modo non si ebbe al cun tipo di rivolta. Nella stampa di stato ed in quella dei paesi vicini, gli articoli si posero a supporto dell'una e dell'altra fazione.
Il presidente della camera Georg Herber fu la figura principale dalla parte dei deputati, in particolare con il suo articolo polemico sull’Hanauer Zeitung del 21 ottobre 1831. Alla fine del 1831, la corte di Nassau iniziò delle indagini su Herber. Il 3 dicembre 1832, Herber venne infine condannato a tre anni di prigione per "abuso di sovranità e libelli contro il primo ministro". La notte del 4 dicembre, il presidente della camera venne arrestato mentre dormiva nel suo letto. Il 7 gennaio 1833, venne rilasciato dietro cauzione. L'avvocato di Herber, August Hergenhahn, poi primo ministro rivoluzionario a Nassau, tentò di fargli concedere una riduzione della pena, ma questa gli venne negata. Ad ogni modo, la sentenza non poté mai avere luogo perché Herber, già molto malato, morì l'11 marzo 1833.
Il governo ducale si era già preparato ad una espansione della camera dei signori nel 1831 e questa venne portata a compimento con un editto del 29 ottobre 1831. I borghesi a ogni modo si ritrovarono in minoranza e non riuscirono a impedire l'aumento della tassazione nel novembre del 1831. Inoltre, la camera dei signori votò per reprimere una richiesta di dimissioni avanzata dai borghesi contro von Bieberstein. Nei mesi successivi, vi furono ulteriori assemblee, articoli di giornale (in particolare al di fuori dei confini del ducato) e pamphlets delle differenti parti in conflitto. Quei rappresentanti del governo che avevano espresso simpatie per le proposte della borghesia vennero licenziati dai loro incarichi ed i giornali esterni al ducato vennero banditi.
Nel marzo del 1832, si tennero delle nuove elezioni. I borghesi chiesero ancora una volta che la camera dei signori fosse ridotta di numero come in precedenza. Quando il governo si rifiutò, i deputati lasciarono la camera il 17 aprile.

### L'ascesa del duca Adolfo

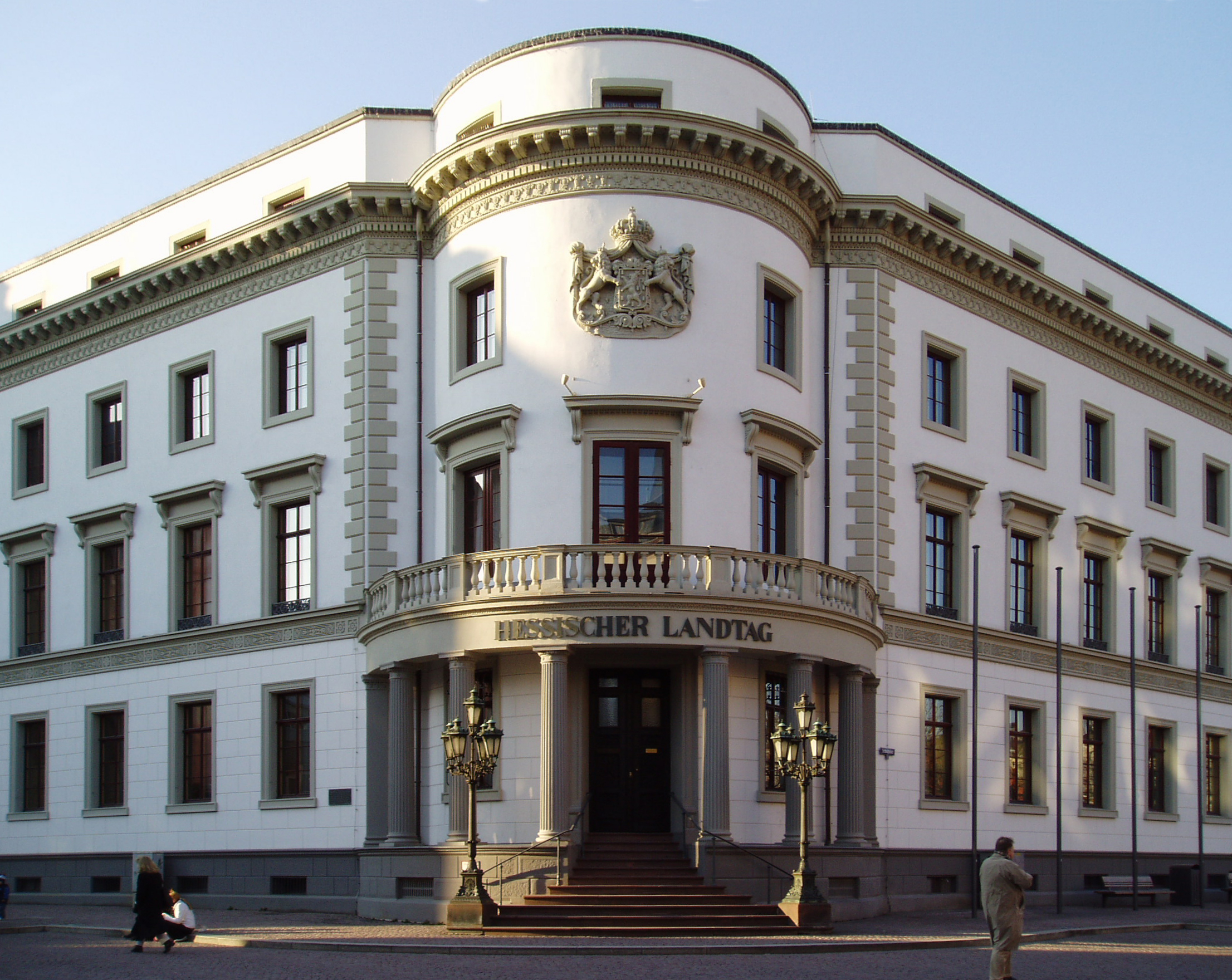
Il palazzo della città di Wiesbaden, costruito nel 1841, che rimpiazzò quello di Biebrich come residenza dei duchi di Nassau.

Stemma del ducato nel 1846

Dopo la disputa sul demanio, la politica di Nassau rimase molto calma. Dopo la morte di von Bieberstein, Nassau fece il proprio ingresso nello Zollverein nel 1835, mossa a cui il primo ministro si era energicamente opposto. Nel 1839, morì anche il duca Guglielmo e pertanto suo figlio, il ventiquattrenne Adolfo venne chiamato a succedergli come duca di Nassau. Adolfo trasferì la sua residenza al palazzo della città di Wiesbaden nel 1841 e nel gennaio del 1845, sposò la granduchessa russa Elizaveta Michajlovna, che morì dando alla luce il proprio figlio l'anno successivo. In suo onore, il marito fece costruire la chiesa ortodossa russa di Wiesbaden. Nel 1842, Adolfo fu uno dei membri fondatori del Mainz Adelsverein, che intendeva stabilire una colonia tedesca nel Texas, ma non ebbe successo.
Dal 1844, vi furono nel ducato di Nassau la fondazione di una serie di associazioni, in particolare commerciali e sportive le quali, inizialmente apolitiche, presero col tempo una piega sempre più politica anticipando la rivoluzione del 1848. Wiesbaden fu inoltre uno dei centri del cattolicesimo tedesco. Il governo tentò di portare avanti alcune riforme nel 1845 in un panorama maggiormente liberale anche a livello legislativo. Nel 1847, il parlamento però varò delle leggi che danneggiarono la libertà di stampa e minacciarono l'economia dei contadini a favore della protezione delle aree naturali dedicate alle cacce ducali.

### La rivoluzione del 1848

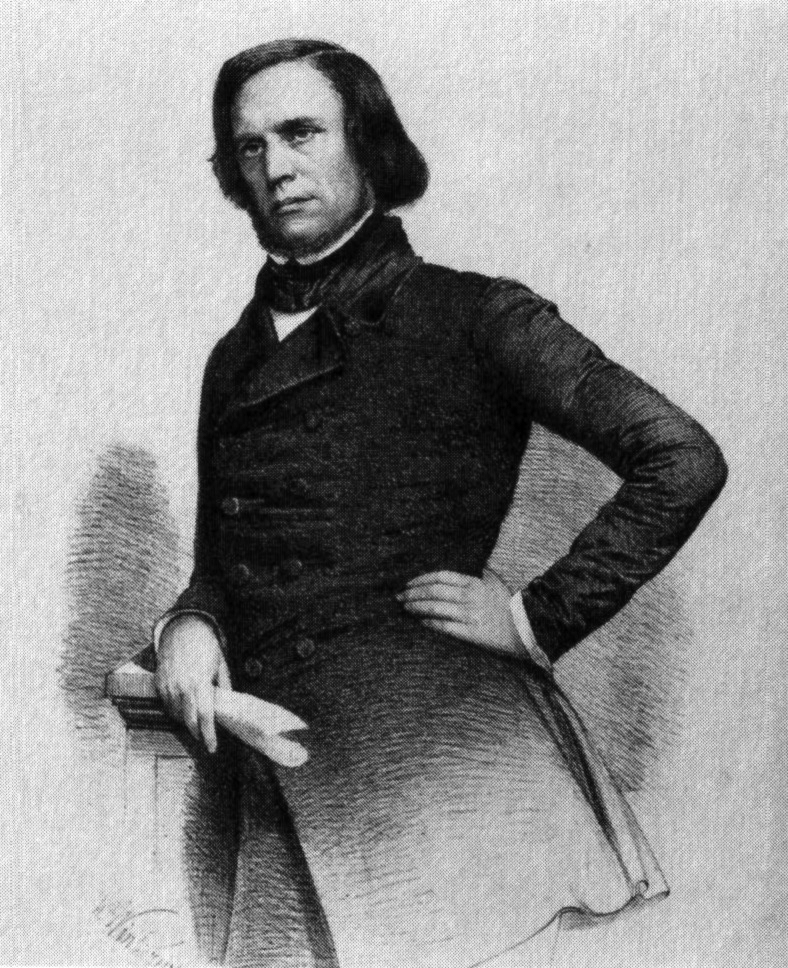
August Hergenhahn in una litografia del 1848

Come gran parte dell'Europa dell'epoca, anche il ducato di Nassau venne interessato dall'ondata rivoluzionaria che fece seguit alla rivoluzione di febbraio in Francia nel 1848. Il 1 marzo un gruppo di liberali capeggiato dal giurista August Hergenhahn si ritrovò al Vier Jahreszeiten Hotel di Wiesbaden per presentare una lista di richieste che i moderati volevano muovere al governo. Questa lista includeva diverse libertà civili, un'assemblea generale e una nuova legge elettorale. Il giorno successivo, le Neun Forderungen der Nassauer (nove richieste dei nassauer) vennero presentate al primo ministro Emil August von Dungern, che immediatamente approvò la formazione di una milizia di cittadini, la libertà di stampa e la convocazione della camera bassa del parlamento per la discussione di una nuova legge elettorale. La decisione finale, ad ogni modo, doveva spettare al duca che in quel momento però si trovava a Berlino.
Secondo un proclama di Hergenhahn, circa 40.000 uomini vennero assemblati a Wiesbaden il 4 marzo. Vi era chiaramente un conflitto in questo e negli eventi successivi: se da un lato la cerchia attorno a Hergenhahn sperava di ricevere la conferma delle proprie richieste per acclamazione di popolo, questi erano perlopiù contadini armati di roncole, asce e coltelli che richiedevano l'abolizione delle vecchie imposizioni feudali e nuove leggi sulla gestione delle foreste e delle cacce. Quando la folla iniziò a muoversi per la piazza, il duca apparve al balcone del suo palazzo dicendo che avrebbe vagliato attentamente tutte le loro richieste. La folla si disperse festante.
Con l'avvento della piena libertà di stampa, nacquero in una sola settimana tredici giornali politici, inclusi cinque nella sola Wiesbaden. Nacquero anche numerose gazzette locali per le aree rurali e si iniziò la stampa di testi politici.
Dalla seconda settimana di marzo, la riforma elettorale divenne il centro della scena politica. La più importante delle richieste dei liberali era che il diritto di voto esulasse dal censo. Il 6 marzo, la camera bassa tenne un dibattito in materia. Quando anche la camera dei signori si trovò a dover discutere questo punto, vi furono delle proteste tra la popolazione di Wiesbaden. Circa 500 persone entrarono a Wiesbaden di sera per pubblicizzare il dibattito sulla questione del diritto di voto. Altri incontri di minor portata si tennero in altre città del ducato. Dalla metà del mese, ad ogni modo, queste discussioni pubbliche si erano acquietate. Nel frattempo la camera bassa si accordò sul fatto che il futuro parlamento dovesse essere unicamerale con 40–60 membri e che il requisito di proprietà per avere il diritto di voto fosse abolito. Più controversa era la questione se i membri del nuovo parlamento dovessero essere eletti direttamente o per collegio elettorale. Una bozza di legge venne presentata il 20 marzo ed approvata infine il 28 marzo. Il parlamento decise in favore del collegio elettorale con 18 voti contro 3. Il 5 aprile la legge elettorale divenne effettiva, stabilendo che ogni cento persone si dovesse scegliere un elettore, che a sua volta sarebbe stato membro in uno dei 14 collegi elettorali, ciascuno dei quali avrebbe scelto un parlamentare. Il diritto di voto venne esteso a diversi gruppi che sino a quel momento erano stati esclusi come i nobili, gli ufficiali, i pensionati, gli ebrei. Quanti fossero in bancarotta non potevano votare. Tutti i cittadini potevano essere eletti a membri del parlamento ad eccezione degli alti ufficiali amministrativi e militari, nonché agli alti ufficiali di corte.
Nel frattempo, il 31 March si riunì a Francoforte sul Meno il Parlamento di Francoforte. Quindici dei suoi deputati vennero derivati dalla camera bassa di Nassau e due dalla camera alta.
Questo portò a degli squilibri nel bel mezzo del clima rivoluzionario dell'epoca. I contadini non vollero più pagare le tasse e scacciarono i guardiaparchi ducali. Molti giovani ufficiali ed insegnanti si rivelarono essere degli agitatori rivoluzionari favorevoli alla democrazia radicale. Il governo ducale rispose a queste azioni con comportamenti eticamente corretti, ma che in quel frangente causarono ulteriore confusione come amnistie (in particolare per crimini rurali e forestali), concedendo libere elezioni, l'abolizione dei diritti feudali rimasti e la rimozione di diversi ufficiali amministrativi che erano divenuti impopolari. Nelle città, la popolazione reagì a quest'ondata di mancanza di controllo e di legge creando delle proprie ronde di sicurezza. A Wiesbaden, venne creata una commissione centrale di sicurezza per l'intero ducato di Nassau sotto la guida di Augustus Hergenhahn per migliorare l'incisività del governo sul ducato. Hergenhahn cercò in questo modo di mantenere saldamente le redini della sicurezza e di assicurarsi nel contempo la fiducia del duca Adolfo. Dopo che Emil August von Dungern diede le dimissioni da primo ministro, il duca nominò Hergenhahn al suo posto il 16 aprile.

#### Le elezioni del 1848

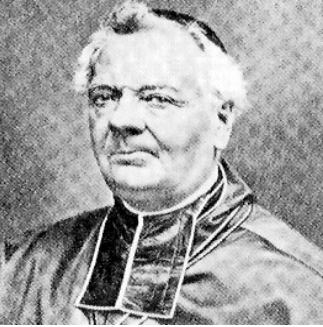
Peter Joseph Blum, vescovo di Limburg (1842–1884)

Dal momento che elezioni del parlamento di Nassau erano ormai imminenti, iniziarono a formarsi in loco anche i primi partiti politici. Dalla fine di marzo, il vescovo di Limburg, Peter Joseph Blum, iniziò ad incoraggiare l'associazionismo cattolico nelle aree rurali. Il partito dei cattolici era quello che disponeva del programma più chiaro di tutti, con 21 punti principali, che il vescovo promulgò dal 9 marzo. Inoltre il vescovo si impegnò per primo con una serie di lettere pastorali e documenti per promuovere la propaganda della politica ecclesiastica. Il 4 aprile, un pamphlet liberal radicale venne distribuito a Wiesbaden, annunciando la creazione della "Commissione della Società Repubblicana" come primo partito ad opporsi alla politica cattolica. Il giorno successivo un articolo speciale apparso sul Nassauische Allgemein annunciò la nascita del partito democratico-monarchico che venne fondato ufficialmente il 7 aprile successivo. Il 5 aprile vi furono delle proteste significative per la necessità di creare a Wiesbaden una commissione per i preparativi elettorali. La mattina, i liberali chiesero un'assemblea pubblica per le 13.00 nella quale sarebbe stato scelto il collegio elettorale per il quale erano già state preparate le liste dei candidati. A metà mattina, i moderati riuscirono ad ottenere lo spostamento del meeting due ore dopo per la preparazione della loro lista.
Il governo ducale seguì da vicino questi preparativi e quelli per le elezioni del Parlamento di Francoforte. Essendo la prima volta, entrambi i processi si rivelarono estremamente complessi e vi furono delle proteste sia da parte della popolazione che sui giornali contro le limitazioni sul diritto di voto che erano ormai considerate anacronistiche. In particolare l'opposizione si concentrava sul fatto che i figli adulti di artigiani e contadini non potessero votare.
Infine il 18 aprile si tennero le elezioni dei collegi elettorali. In ogni città e villaggio della regione vennero convocate le assemblee dei votanti. Su 420 000 abitanti del ducato, ad ogni modo, solo 84.000 - 100 000 persone (20–23%) poterono effettivamente votare. Ovviamente la partecipazione fu varia, ma generalmente ottima. Vennero riportate diverse irregolarità procedurali nel contesto delle votazioni. I programmi di spirito ideologico ebbero un ruolo minore nella scelta degli elettori, dal momento che ciò che colpì maggiormente la folla fu la promessa di abbassare le tasse. Ne uscirono elette personalità comunque già socialmente preminenti come sindaci, insegnanti, guardie dei parchi o uomini di chiesa (in particolare nella Westerwald). I cattolici avevano dato ai loro sostenitori dei modelli precompilati da copiare al momento delle elezioni sulle schede, ma questo era non solo esplicitamente proibito dalla legge elettorale da poco approvata, ma venne fortemente criticato anche dai liberali.
Gli elettori scelsero anche i 6 rappresentanti per il ducato di Nassau da inviare al parlamento di Francoforte il 25 aprile, anche se risultò complesso trovare dei candidati adatti.

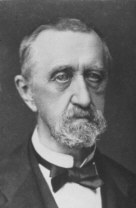
Max von Gagern.

Nel Distretto 1 (Rennerod, a nord del ducato) e nel Distretto 4 (Nastätten, a sudovest), non vi furono particolari scontri; il procuratore Carl Schenck di Dillenburg venne eletto con il 76% dei voti della sua circoscrizione, mentre Friedrich Schepp, un membro del consiglio di governo, venne prescelto addirittura col 90% dei voti del suo distretto. Nel Distretto 2 (Montabaur, a nordovest), vi fu una campagna più accesa, ma alla fine il barone Max von Gagern riuscì ad ottenere l'82% dei voti. Von Gagern era stato presentato come candidato dai liberali, ma era anche un devoto cattolico e confidente del duca. Questa sua posizione ambigua fornì lo spunto a cattolici ed a liberali per attaccarlo, ma questi attacchi ebbero un impatto minimo, continuando a mantenere il supporto della chiesa. Delle controversie si ebbero anche sul nome di Friedrich Schulz, candidato del distretto 3 (Limburg, e area centrale del ducato). Egli era vicepreside di una scuola a Weilburg nonché editore del Lahnboten, che promosse una linea riformista che nella sua visione avrebbe in seguito dovuto portare alla repubblica. Per questo piano ambizioso, che era stato da molti criticato e cassato come "fantasioso", Schulz si era attirato le ire dei liberali, ma alla fine riuscì ad ottenere l'85% dei voti nel suo distretto. Nel Distretto 5 (Königstein, a sudest) trionfò Karl Philipp Hehner, malgrado avesse idee più radicali degli altri candidati. Già membro del Burschenschaft e poi espulso temporaneamente dallo stato nel 1831 per le sue visioni politiche, nel 1848 riuscì a tornare quindi al governo. Hehner considerava la ]monarchia costituzionale come la sola via possibile per raggiungere infine il progetto di una repubblica. Ottenne il 61% dei voti nel suo distretto. Nel Distretto 6 (Wiesbaden), Augustus Hergenhahn ottenne l'80% dei voti.
Nel corso del 1848, i deputati del Nassau al parlamento di Francoforte chiesero di dividersi in fazioni. Von Gagern, Hergenhahn e Schep aderirono al movimento moderato liberale, mentre Schulz e Hehner aderirono alle correnti di centro-sinistra. Col crollo del parlamento di Francoforte, Max von Gagern diede le proprie dimissioni con altri 65 rappresentanti monarchici il 21 maggio 1849. Venne seguito poco dopo da Hergehahn, Schepp e Schenk. Hehner e Schulz rimasero membri sino alla dissoluzione finale del parlamento nel giugno del 1849.

#### La fine della rivoluzione

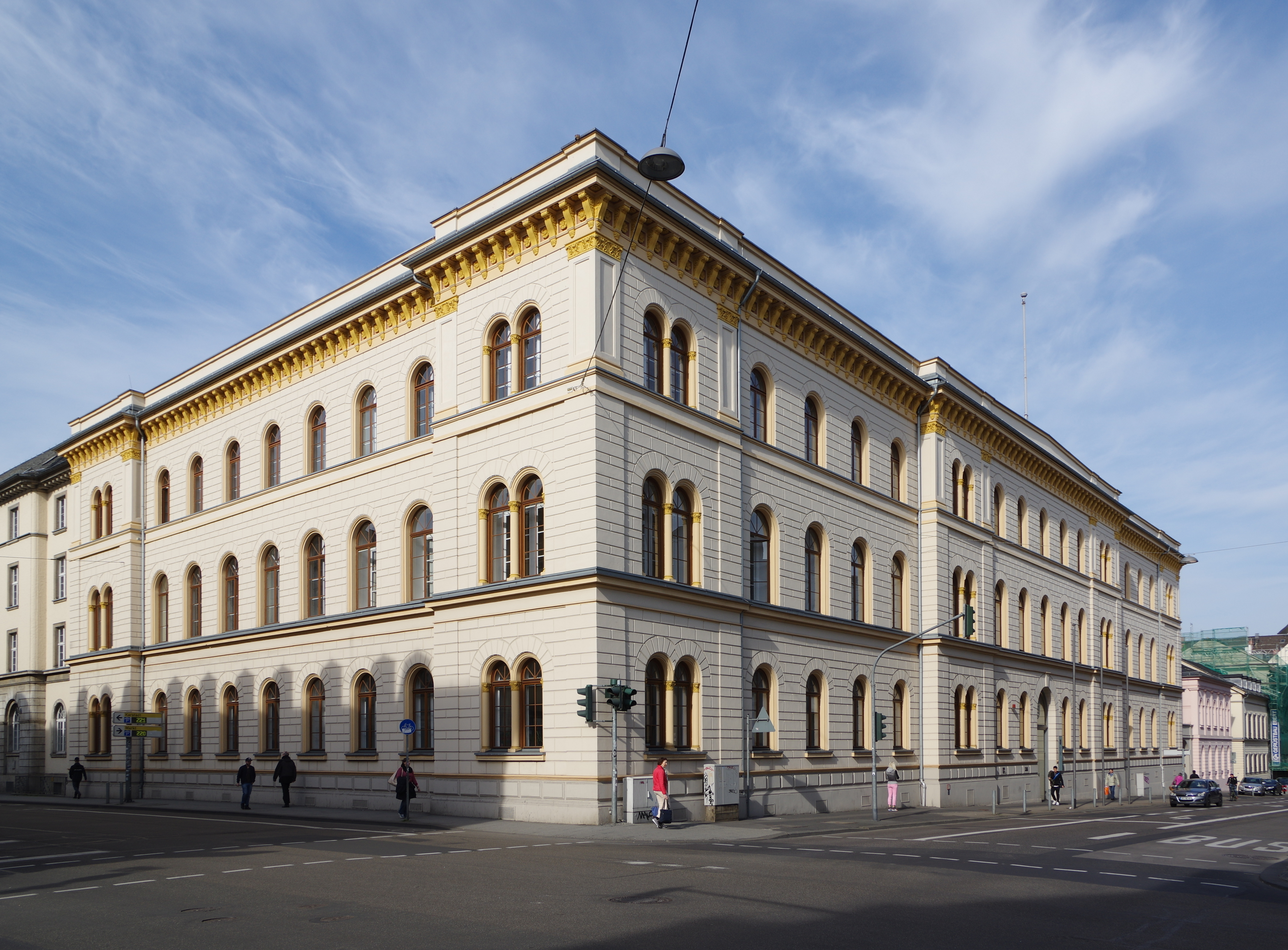
Gli edifici dei ministeri a Wiesbaden; sede del parlamento di Nassau dal 1844

Il parlamento di Nassau si incontrò per la prima volta il 22 maggio 1848. Nel corso dell'estate, iniziarono a presentarsi le prime divisioni destra/sinistra in parlamento. Le rivolte a Nassau no si calmarono con le elezioni. Nel luglio del 1848, si raggiunse un nuovo periodo di crisi, con scontri in parlamento sul fatto che il duca ponesse il proprio veto sulle decisioni prese dal parlamento. Mentre i movimenti più a sinistra non riconoscevano questo diritto, l'ala più a destra insisteva perché tali diritti venissero mantenuti attivi. La discussione scese in piazza fuori dal palazzo del parlamento. Hergenhahn chiese infine che le truppe prussiane e austriache intervenissero da Magonza per reprimere le rivolte a Wiesbaden. A settembre giunsero anche le truppe federali che occuparono parte di Taunus.
Molte altre petizioni pervennero al governo nella seconda metà dell'anno. Il Freie Zeitung divenne il punto focale del partito di sinistra all'assemblea nazionale, oltre alla critica al governo prussiano ed al suo interventismo negli affari del ducato. Il Nassauische Allgemeine abbandonò la sua tradizionale neutralità per sostenere apertamente l'idea di una monarchia costituzionale, come pure fece il supporter Lahnbote. Nella seconda metà dell'anno ad ogni modo il governo iniziò a reprimere buona parte dei giornali che rapidamente erano sorti ad eccezione del Freie Zeitung e dell'Allgemeine. Il Nassauische Allgemeine divenne sempre più dipendente dal governo ducale in quanto a sovvenzioni ed a contenuti da pubblicare. Dalla fine del 1849, vi fu un autentico regime di censura.
La società politica nata dal 1848, prese posizioni perlopiù democratiche che andarono a riunirsi sotto la Kirberger Union, un'organizzazione ombrello che radunava buona parte dei partiti e dei club con le medesime ideologie. Nei mesi successivi, ad ogni modo, l'ideologia democratica collassò rapidamente, terminando ogni funzione dalla metà del 1849.

#### Elezioni per il parlamento di Erfurt

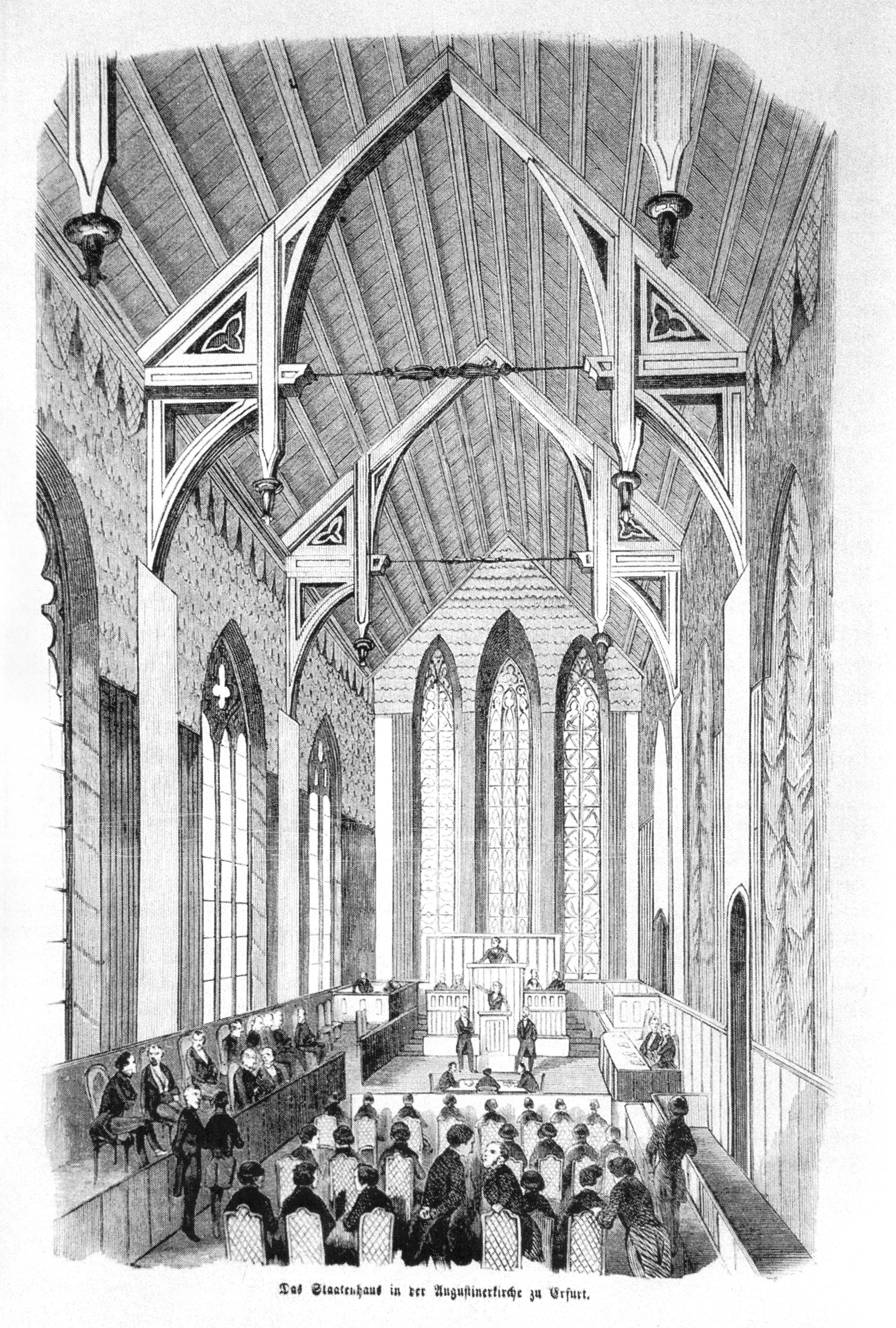
Il parlamento di Erfurt radunatosi nel monastero di Sant'Agostino

Dopo il crollo del parlamento di Francoforte, si aprirono dei conflitti tra Prussia, Austria e stati tedeschi. Il ducato di Nassau fu tra gli stati tedeschi che supportarono la Prussia ed il suo piano di convocare un parlamento d'unione a Erfurt. Il 3 dicembre 1849, il governo ducale indisse delle elezioni per questo nuovo parlamento utilizzando il sistema prussiano.
Sebbene ormai le tensioni politiche potessero dirsi superate nel ducato, la campagna elettorale riaccese gli animi. I costituzionalisti, il governo ed il Nassauische Allgemeine supportarono questa linea nella speranza di promuovere i piani della Prussia per una Germania unita. Il cosiddetto post-parlamento di Gotha che divenne il successore informale del parlamento di Francoforte, si svolse decisivamente sotto l'egida di Max van Gagern. August Hergenhahn prese pure parte a questo parlamento dal giugno del 1849. Il 16 dicembre, i monarchici costituzionali organizzarono una grande assemblea elettorale a Wiesbaden. Per contro, i democratici tentarono di contrastare questa ideologia promuovendo invece l'implementazione della Costituzione di Francoforte. Nel giugno del 1849, le due parti si radunarono a Idstein e formularono dieci richieste, incluso il ritiro delle truppe di Nassau dal Baden, dallo Schleswig-Holstein e dal Palatinato dove si trovavano come rappresentanti della federazione tedesca per evitare lo scoppio di movimenti rivoluzionari. Oltre a ciò, i convenuti chiesero la ricostituzione di un parlamento tedesco con pieni poteri. Le società cattoliche a questo punto erano quasi del tutto scomparse e la chiesa stessa non fece più alcuno sforzo per cercare di riprendere rilevanza politica.
I preparativi per le elezioni per il parlamento di Erfurt ebbero inizio nel dicembre del 1849. Il 20 gennaio 1850, si tennero le elezioni nel ducato, ma la risposta fu leggermente più bassa che nel 1848. Mediamente i votanti nei distretti rappresentavano dall'1% al 20% della popolazione e solo due distretti vantarono una partecipazione di più del 60%. In alcuni luoghi gli unici votanti erano i responsabili del seggio. Alla fine delle votazioni, il 31 gennaio, vennero pubblicati i nomi degli eletti: Carl Wirth, l'ufficiale locale di Selters, Max von Gagern, August Hergenhahn ed il cognato del duca, il principe Ermanno di Wied. Sebbene fosse un aristocratico, il principe di Wied era il più liberale dei candidati eletti.

### La restaurazione

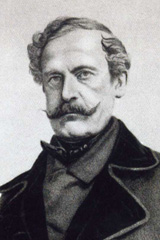
Augusto Luigi di Sayn-Wittgenstein-Berleburg, primo ministro del ducato di Nassau (1852–1866).

Dopo un breve periodo di calma, il duca Adolfo iniziò nuovamente un programma reazionario di governo. Iniziarono i conflitti con il duca e il primo ministro Friedrich von Wintzingerode che era un conservatore moderato e che diede le dimissioni alla fine del 1851. Il suo successore fu Augusto Luigi di Sayn-Wittgenstein-Berleburg che prese possesso della sua carica il 7 febbraio 1852. Col suo aiuto, il duca ridusse le libertà che aveva garantito nei precedenti anni di rivoluzione ed iniziò a rimuovere diversi personaggi dai loro incarichi. Dalla metà del 1852, quasi tutti i partiti politici vennero banditi.
Nel 1849, il governo fece la proposta di nuove elezioni al parlamento, il quale avrebbe dovuto questa volta eleggersi con un sistema bicamerale con la camera alta prescelta tra i cittadini più ricchi. Questa proposta incontrò l'opposizione dei liberali, mentre ottenne il supporto dei monarchici costituzionalisti. Dopo questo atti non si parlò di nuove elezioni sino al settembre del 1850, quando il governo avanzò una nuova proposta per una camera con ventiquattro membri eletti sul modello prussiano, prendendo spunto dal parlamento di Erfurt. Il duca finì infine per dissolvere il parlamento il 2 aprile 1851. Il 25 novembre il duca riportò il parlamento alla bicameralità presente prima del 1848. I gruppi politici rimanenti non si opposero. Il 14 ed il 16 febbraio 1852 i proprietari terrieri ed i mercanti che pagavano il maggior numero delle tasse (meno di un centinaio di persone in tutto il ducato) votarono i sei membri della Camera dei Signori. I rappresentanti della camera bassa vennero eletti il 9 febbraio ed il parlamento si radunò per la prima volta il 18 febbraio successivo- A differenza del parlamento precedente, ad ogni modo, questo nuovo parlamento diede più spazio alle rappresentanze dei contadini che costituivano la compagine più numerosa nella camera bassa.

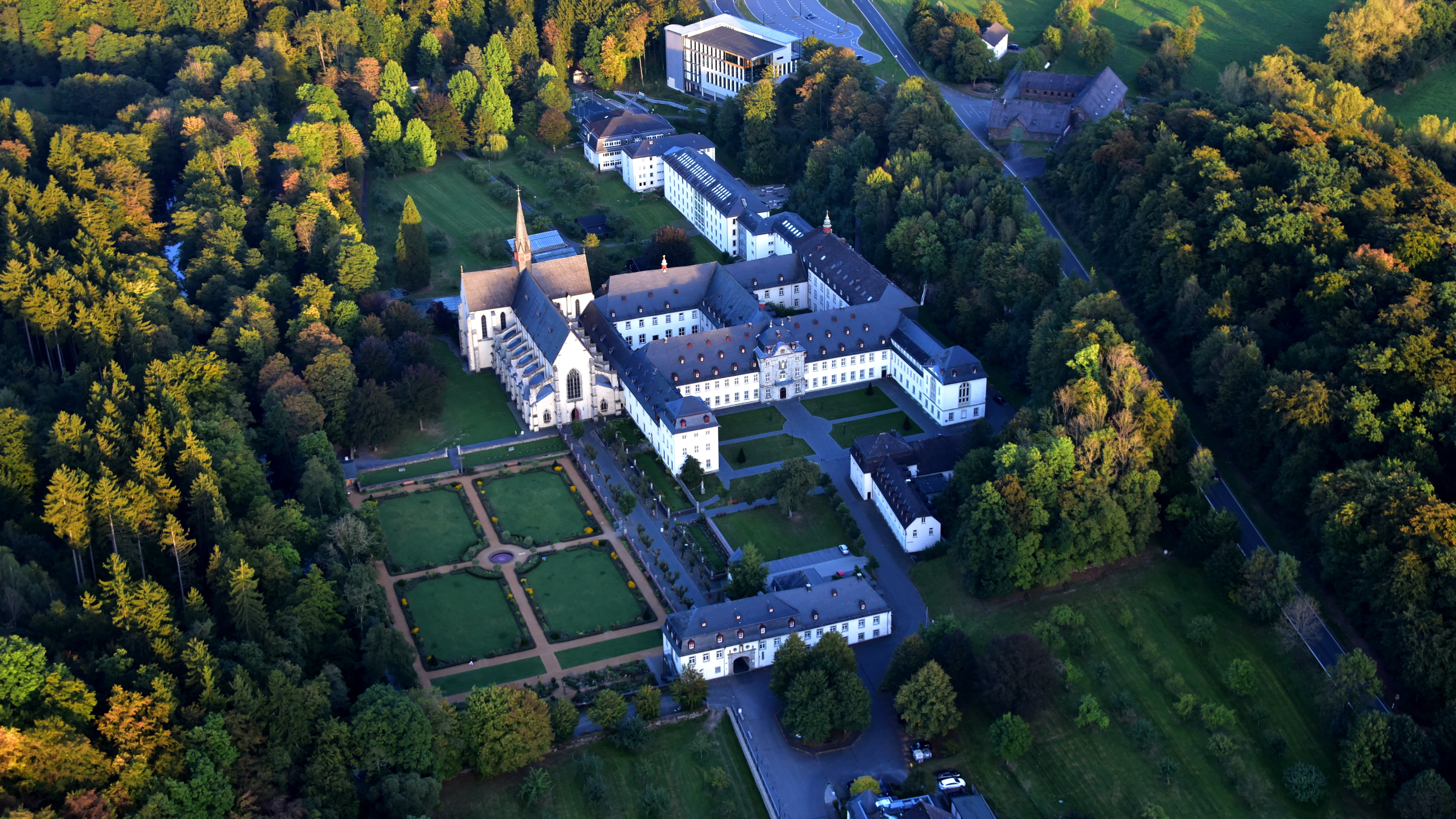
L'abbazia di Marienstatt

Nuovi scontri politici si ebbero nel 1864, quando il governo pianificò la vendita dell'abbazia di Marienstatt nella regione della Westerwald. La struttura, secolarizzata nel 1803, era divenuta di proprietà privata. Nel 1841 il sito era stato messo in vendita ed il governo l'aveva acquistata per farne un centro per accogliere i poveri del ducato. Il ministro delle costruzioni stimò il costo dell'intera operazione in 34.000 gulden. Nel 1842, il ducato comprò l'abbazia per la somma di 19.500 gulden. Poco dopo ad ogni modo una relazione identificò le strutture come troppo precarie per avviare il progetto preventivato. Dagli anni '60, la struttura era entrata ancora più in declino. La diocesi di Limburg iniziò a manifestare l'intenzione di comprare il complesso dell'abbazia per farne un orfanotrofio. Il governo era interessato alla sua vendita per gli alti costi di manutenzione del complesso che appariva inutilizzato. L'abbazia venne venduta il 18 maggio 1864 per 20.900 gulden.
Poco prima di questo evento, il 25 novembre 1863, i liberali avevano ottenuto la maggioranza al governo dopo le elezioni tenutesi. Il loro programma aveva proposto, tra le altre cose, che i privilegi della chiesa cattolica fossero estesi anche ad altri gruppi religiosi. Il 9 giugno 1864, i liberali iniziarono a far presente dunque come la vendita dell'abbazia non fosse stata una cosa corretta dal momento che si era voluto favorire eccessivamente la chiesa anche sul prezzo che appariva sottostimato rispetto alla struttura e che il parlamento poteva apporre il proprio veto sulla vendita di un bene dello stato dal momento che non si parlava di una vendita tra privati. Gli ufficiali di governo riferirono che il parlamento non aveva alcun potere sulla trattativa dopo la sua vendita. Ne nacque quindi una contesa politica tra clericali e anticlericali, anche perché molti di questi ultimi non approvavano che la chiesa avesse la tutela dei bambini come nel progetto esposto per l'acquisto. Alla fine la vendita venne portata a termine malgrado l'opposizione del parlamento.

### La fine del ducato

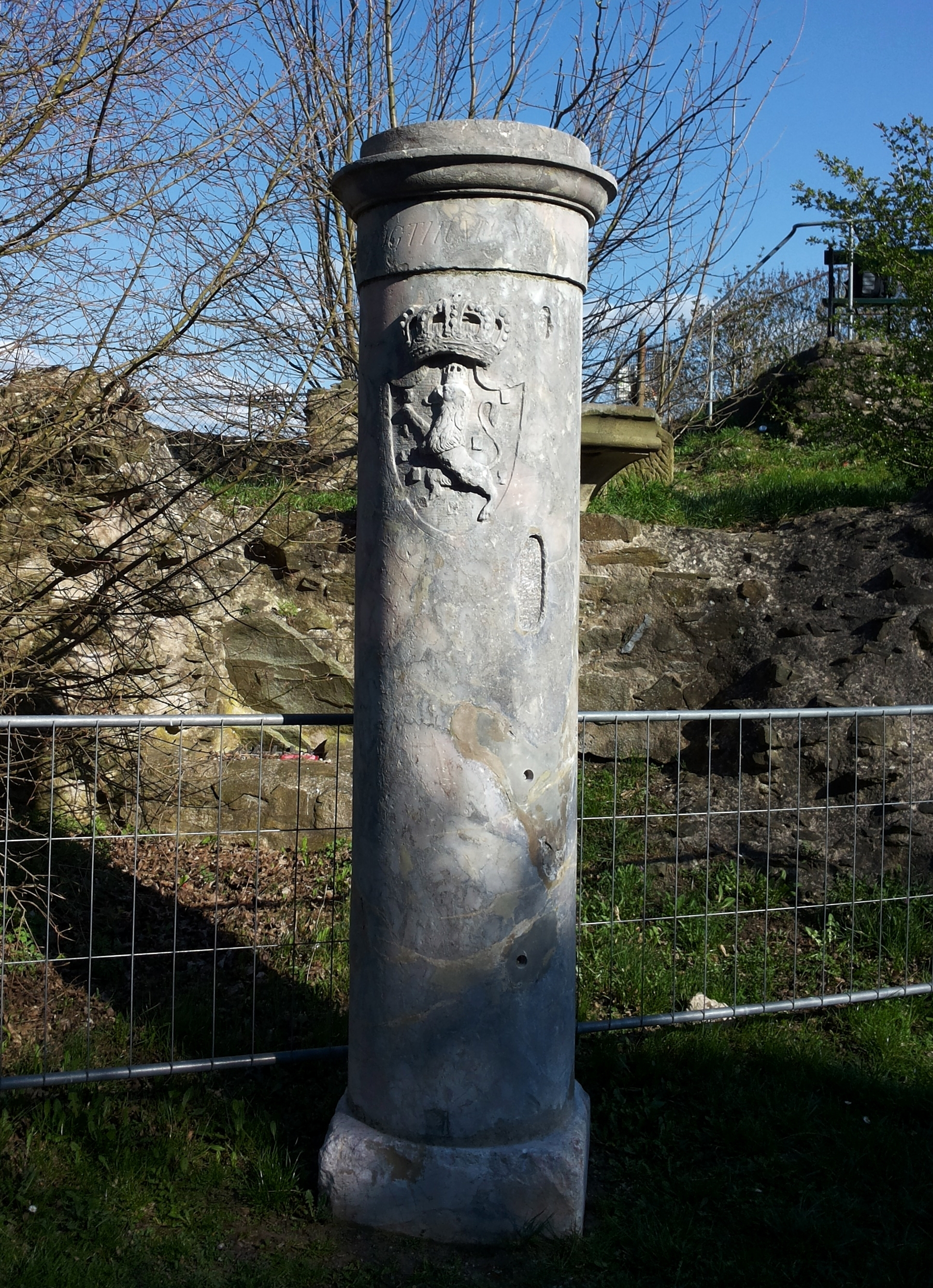
Cippo confinario del ducato di Nassau a Dillenburg

Quando scoppiò la guerra austro-prussiana il 14 giugno 1866, il ducato di Nassau si schierò con l'Austria. Le sorti della guerra si decisero alla battaglia di Königgrätz del 3 luglio, ma la "vittoria" di Nassau sulla Prussia nella battaglia di Zorn presso Wiesbaden il 12 luglio 1866 non poté fare nulla per evitare l'annessione del Nassau alla Prussia. Il ducato divenne la regione di Wiesbaden nella Provincia d'Assia-Nassau.
Prima della firma della Pace di Praga del 23 agosto 1866 e due giorni prima della creazione della Confederazione Tedesca del Nord, il 16 agosto 1866, il re di Prussia annunciò al suo parlamento l'annessione degli stati di Hannover, Assia-Kassel, Francoforte e Nassau. I territori vennero definitivamente incorporati dal 1º ottobre 1867. Dopo le formalità legislative, vennero intraprese delle azioni più significative nel campo dell'annessione.
Il duca Adolfo, l'ultimo duca, ricevette una compensazione di 15.000.000 di gulden oltre al Palazzo Biebrich di Wiesbaden, al Castello di Weilburg (storica sede della famiglia), allo Jagdschloss Platte ed al Castello di Königstein (a Königstein im Taunus). Egli divenne successivamente Granduca del Lussemburgo nel 1890 dopo l'estinizione della linea maschile degli Orange-Nassau.
Nel 1868, Nassau, assieme a Francoforte ed all'Assia vennero unite a formare la provincia di Assia-Nassau. La capitale della nuova provincia venne posta a Kassel, che già in precedenza era stata capitale dell'elettorato d'Assia. Nassau e Francoforte divennero mere regioni amministrative. Nel 1945, la maggior parte del vecchio ducato di Nassau passò sotto la zona di occupazione americana e divenne parte dello stato tedesco dell'Assia. Wiesbaden rimase una regione amministrativa dell'Assia sino al 1968, quando venne incorporata in quella di Darmstadt e poi divenne la capitale del Land. Una piccola parte del ducato di Nassau, comprendente però lo stesso centro di Nassau, passò nella zona di occupazione francese e divenne parte della regione amministrativa di Montabaur nello stato della Renania-Palatinato.

## Politica

### Affari esteri
Nell'ambito degli affari esteri, la posizione geografica del ducato e la sua debolezza economica limitarono notevolmente la sua capacità di azione, mentre durante il periodo napoleonico non ne ebbe affatto. Nel 1806, le truppe di Nassau, a completa disposizione di Napoleone, si trovarono tra quelle che occuparono Berlino. Tre battaglioni presero poi parte all'assedio di Kolberg. Due reggimenti di fanteria e due squadroni di cavalleria presero parte per più di cinque anni alla guerra peninsulare; solo metà di quegli uomini fece ritorno a casa. Nel novembre del 1813 il Nassau aderì alla sesta coalizione contro Napoleone.
Dopo il Congresso di Vienna nel 1815, il Nassau divenne membro della Confederazione Germanica.

### Esercito
La politica militare del Nassau venne riformata più e più volte nella sua storia e modellata partendo dalle basi degli stati precedenti.
Le truppe erano composte da due reggimenti di fanteria creati nel 1808/09. Nel corso delle guerre napoleoniche questi vennero supportati da uno squadrone di cacciatori. Dopo la battaglia di Waterloo, il ducato fu in grado di radunare una compagnia di artiglieria e una seconda giunse nel 1833. Pionieri, altri cacciatori, treni bagagli e riserve vennero aggiunti in seguito. L'intero esercito venne posto sotto il diretto comando del duca col grado di generale di brigata, con un aiutante generale alle proprie dipendenze. L'esercito di Nassau contava 4 000 unità.
Dopo l'annessione del ducato nel 1866, la maggior parte dei soldati e degli ufficiali entrarono nell'esercito prussiano.

### Educazione
Il ducato non era in grado di sostenere le spese per avere una propria università e per questo il duca Guglielmo I concluse un trattato col regno di Hannover per permettere ai cittadini del ducato di Nassau di compiere i loro studi presso l'Università di Göttingen. Per finanziare le scuole del ducato, il 29 marzo 1817, Guglielmo stabilì un fondo nazionale che ancora oggi esiste e che venne all'epoca derivato dalla secolarizzazione dei beni religiosi oltre che dalla gestione di beni dello stato.

### Religione

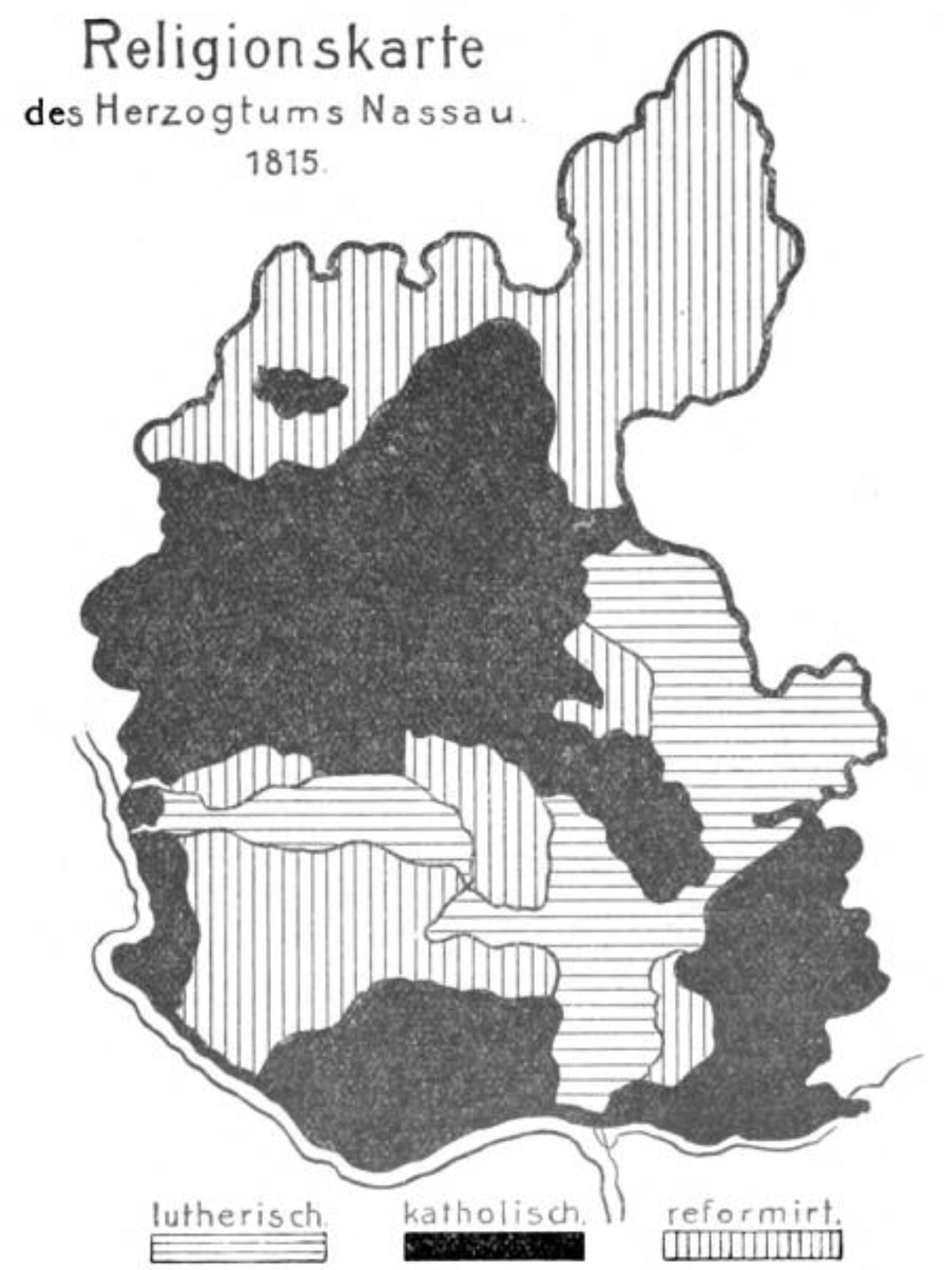
Mappa delle maggioranze religiose nel ducato (1816–1866)

Dal momento che il ducato si era formato dall'unione di stati precedenti, lo stato non appariva unitario a livello religioso. Nel 1820, i principali gruppi religiosi erano: 53% protestanti, 45% cattolici, 1.7% ebrei e 0.06% mennoniti. La società nelle diverse città del ducato era composta in maniera armonica da rappresentanti di più di una religione, non in conflitto tra loro, anche se non era così raro che spesso le principali istituzioni di una città fossero chiaramente dominate dai membri di uno dei due principali gruppi cristiani presenti nel territorio.
I protestanti nel ducato erano suddivisi in luterani e riformati i quali però si accordarono per unirsi a Nassau in una singola chiesa protestante a partire dal 1817, la Unionskirche di Idstein, divenendo così la prima chiesa protestante unita della confederazione tedesca.
Già dal 1804 i duchi fecero pressione per ottenere una diocesi cattolica per il ducato di Nassau, ma fu solo nel 1821 che la Santa Sede si accordò per creare la diocesi di Limburg, che venne formalmente istituita nel 1827.
Oltre allo storico ruolo avuto della chiesa nella politica del ducato di Nassau, in particolare nel corso della prima metà dell'Ottocento, vi furono diversi punti di interazione tra stato e religione. Ad esempio la ricollocazione dell'ordine dei Redentoristi a Bornhofen portò a un conflitto tra il governo ed il vescovo di Limburg perché sia i Redentoristi (sponsorizzati dal governo) sia le Povere Sorelle di Gesù Cristo fondate a Dernbach svolgevano la medesima azione nel medesimo campo all'interno della diocesi, ovvero l'assistenza ai malati. In realtà questi enti apparivano in conflitto in quanto entrambi cercavano di appropriarsi della gestione di strutture ospedaliere per poter svolgere al meglio il loro compito.

### Duchi
| Duca             | Immagine | Nato           | Morto            | Regno                              |
| ---------------- | -------- | -------------- | ---------------- | ---------------------------------- |
| Federico Augusto |          | 23 aprile 1738 | 24 marzo 1816    | 30 agosto 1806 – 24 marzo 1816     |
| Guglielmo        |          | 14 giugno 1792 | 20 agosto 1839   | 24 marzo 1816 – 20 agosto 1839     |
| Adolfo           |          | 24 luglio 1817 | 17 novembre 1905 | 20 agosto 1839 – 20 settembre 1866 |

I duchi di Nassau appartenevano alla linea valderamica della casa di Nassau ed ancora oggi essi regnano sul Granducato di Lussemburgo (linea Nassau-Weilburg). L'attuale granduca regnante ha tra i propri titoli sussidiari quello di duca di Nassau.
La famiglia reale dei Paesi Bassi deriva dalla linea ottoniana degli Orange-Nassau, divisasi da quella valderamica nel 1255.

### Primi ministri
| Primo ministro                                        | Immagine | Dal  | Al   |
| ----------------------------------------------------- | -------- | ---- | ---- |
| Hans Christoph Ernst von Gagern                       |          | 1806 | 1811 |
| Ernst Franz Ludwig von Bieberstein                    |          | 1806 | 1834 |
| Carl Wilderich von Walderdorff                        |          | 1834 | 1842 |
| Friedrich Anton Georg Karl von Bock und Hermsdorf     |          | 1842 | 1843 |
| Emil August von Dungern                               |          | 1843 | 1848 |
| August Hergenhahn                                     |          | 1848 | 1849 |
| Friedrich von Wintzingerode                           |          | 1849 | 1852 |
| Principe Augusto Luigi di Sayn-Wittgenstein-Berleburg |          | 1852 | 1866 |
| August Hergenhahn                                     |          | 1866 | 1866 |

## Economia
La situazione economica del piccolo ducato fu sempre estremamente precaria. La maggioranza del terreno dello stato era Mittelgebirge, con ben poco valore per l'agricoltura e rappresentava una barriera naturale per le comunicazioni anche all'interno dello stato stesso. Più di un terzo della popolazione era inoltre composta da contadini che lavoravano su piccole proprietà. Pochi erano gli impiegati nel campo dell'artigianato.

### Valuta
Il ducato apparteneva all'area monetaria della Germania meridionale. La valuta più usata era il gulden. Sino al 1837 era in uso il marco di Colonia in argento (233.856 grammi). Un gulden era diviso in 60 kreuzer.

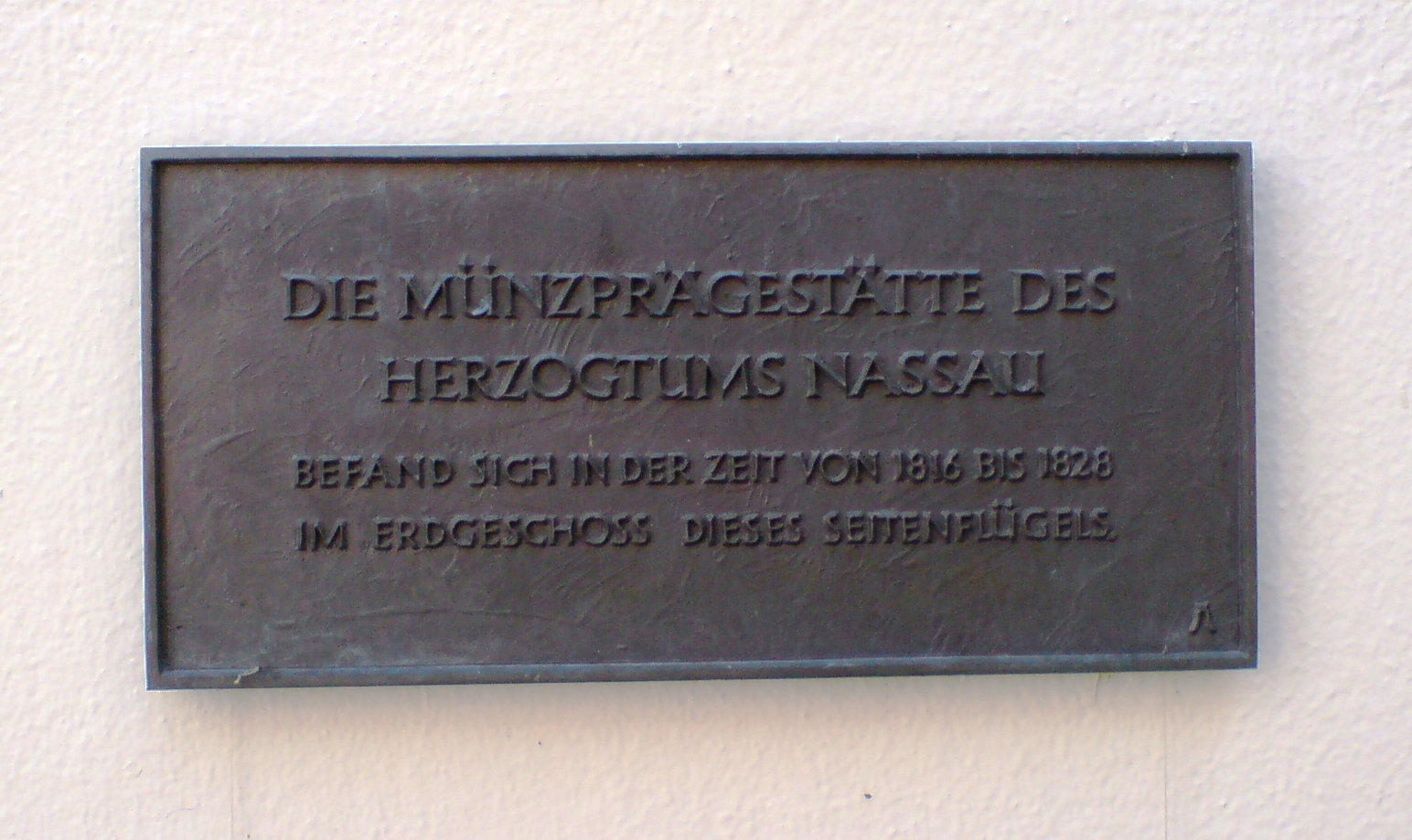
Placca commemorativa della zecca del ducato di Nassau

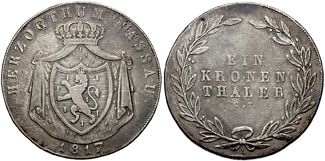
Un tallero di Nassau

Dal 1816, venne introdotto il Kronenthaler diviso in 162 kreutzer. Tra il 1816 ed il 1828, la zecca del ducato era posta nei locali della curia vescovile di Limburg. Dal 1837, il ducato divenne membro del Trattato monetario di Monaco che pose il marco d'argento (233.855 g) al valore di 24.5 gulden. Dopo il trattato monetario di Vienna venne introdotto anche il Vereinsthaler.
Banconote vennero prodotte a Wiesbaden dal 1840 con valore di 1, 5, 10 e 25 gulden.

## La popolazione
Alla sua fondazione nel 1806, il ducato contava 302 769 abitanti. I cittadini erano perlopiù contadini, lavoranti a giornata e artigiani. Nel 1819, il 7% degli abitanti viveva in insediamenti con più di 2 000 abitanti, mentre il resto viveva negli 850 insediamenti rurali e nelle 1200 cascine e case isolate. Wiesbaden era la città più grande con 5 000 abitanti, seguita da Limburg an der Lahn con circa 2 600 abitanti. Nel 1847, Wiesbaden era già cresciuta a 14 000 abitanti e Limburg a 3400. La terza città per numero di abitanti era Höchst am Main.